# Chrysler 300M
Chrysler 300M — повнорозмірний седан представницького класу, що випускався компанією Chrysler з 1998 по 2004 роки.

## Опис

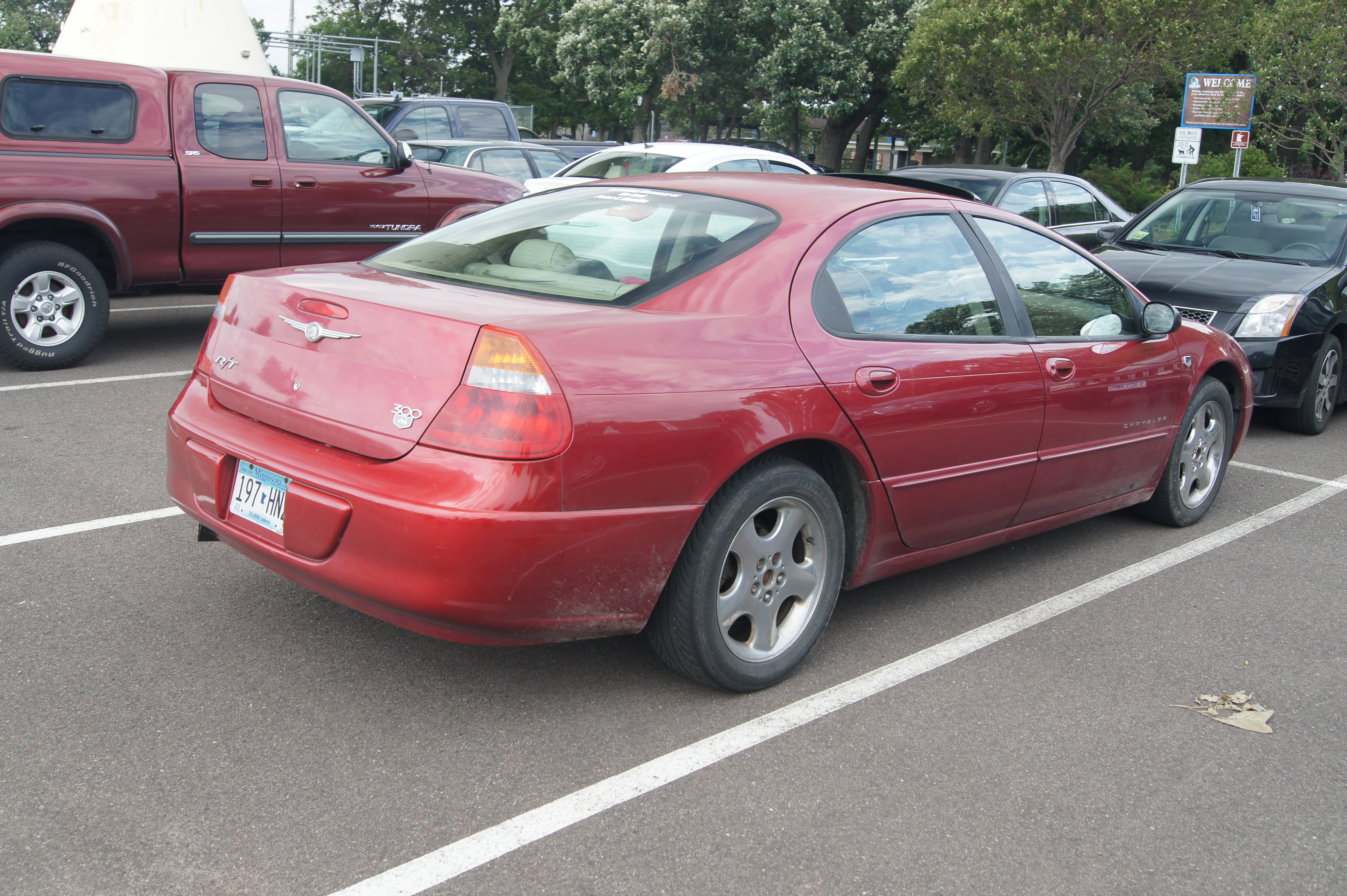
Chrysler 300M

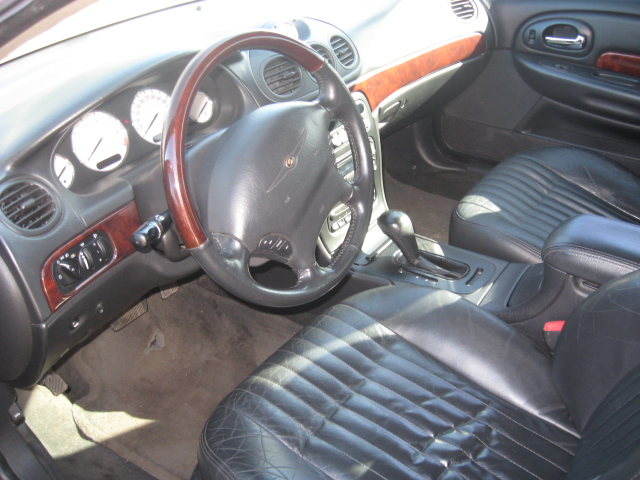
Chrysler 300M

Автомобіль був побудований на базі платформи LH, комплектувався двигунами 2.7 V6 потужністю 204 к.с. (150 кВт) або 3.5 V6 потужністю 255 к.с. (188 кВт). Автомобіль був на 10 дюймів (254 мм) коротшим, ніж Chrysler Concorde, що дозволяло експортувати його в Європу. У лінійці автомобілів Крайслер тих років позиціонувався трохи нижче від флагмана LHS (1999—2001) і Concorde Limited (2002—2004).
Авто позиціонується як головний конкурент таких моделей, як: Mercedes-Benz E-класу, BMW 5 серії і Audi A6.
У базову комплектацію автомобіля входять: abs (антиблокувальна система гальмування), EBD (система розподілу гальмівних сил), передні подушки безпеки, замок від дітей на задніх дверях, круїз-контроль, бортовий комп'ютер, підсилювач керма, підігрів дзеркал, протитуманні фари, передні і задні електросклопідйомники. Як додаткові опції на автомобіль можна встановити: ESP (система динамічної стабілізації), передні і бічні подушки безпеки, передні електросидіння, підігрів передніх сидінь, шкіряна оббивка керма, навігація, CD-чейнджер, люк, ксенон. 

### Двигуни
- 2.7 L EER V6 (Європа)
- 3.5 L EGG V6